# Касперавичене, Бируте Броневна
Бируте Броневна Касперавичене (лит. Birutė Kasperavičienė ; 16 мая 1926, Людвинавас — 16 августа 1976, Вильнюс) — советский литовский архитектор. Лауреат Государственной премии СССР (1968).

## Биография

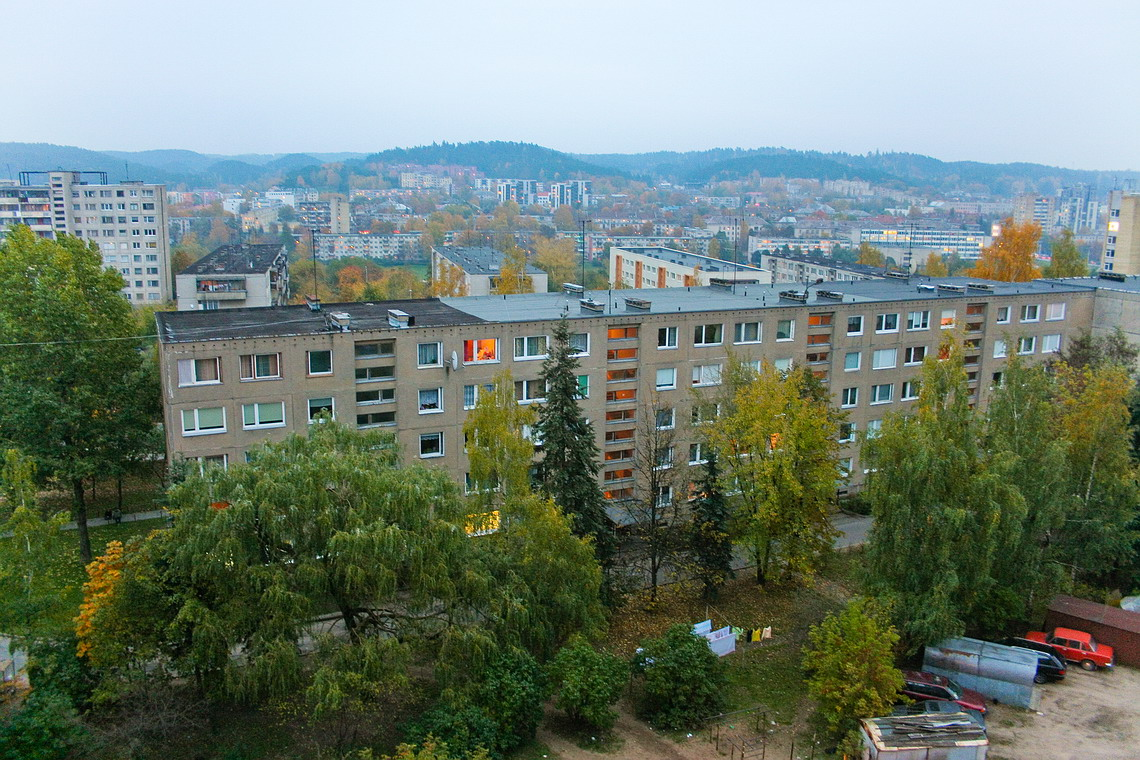
Жилой комплекс «Жирмунай» в Вильнюсе

Бируте Касперавичене родилась 16 мая 1926 года в местечке Лудвинавас. В 1950 году окончила архитектурное отделение Каунасского государственного университета. С 1950 по 1961 году работала архитектором в Республиканском тресте планирования и проектирования. С 1961 по 1976 год работала в Институте проектирования городского строительства в Вильнюсе.
Автор проектов застройки кварталов № 5 и № 10 по проспекту Красной Армии в Вильнюсе и жилого посёлка Литовской ГРЭС — Электренай. Была автором проекта застройки жилого комплекса «Жирмунай» в Вильнюсе, за что в 1968 году была удостоена Государственной премии СССР (с соавторами).

## Оценки
По мнению секретаря правления Союза архитекторов СССР Ираиды Шишкиной, работы Бируте Касперавичене отличаются «тщательностью проработки планировки, интересным композиционным замыслом, оригинальным решением озеленения и комплекса малых архитектурных форм». Жилой комплекс «Жирмунай» она называла одним из лучших градостроительных ансамблей в стране.